# Daphnopsis utilis
Daphnopsis utilis är en tibastväxtart som beskrevs av Johannes Eugen ius Bülow Warming. Daphnopsis utilis ingår i släktet Daphnopsis och familjen tibastväxter. Inga underarter finns listade i Catalogue of Life.